# Caliroa
Genre
Caliroa est un genre d'insectes hyménoptères de la famille des Tenthredinidae. Les larves de ces tenthrèdes ressemblent à de petites limaces qui rongent l'épiderme des feuilles d'un certain nombre d'espèces végétales, notamment d'arbres fruitiers.

## Liste d'espèces
Selon BioLib (23 août 2020) :

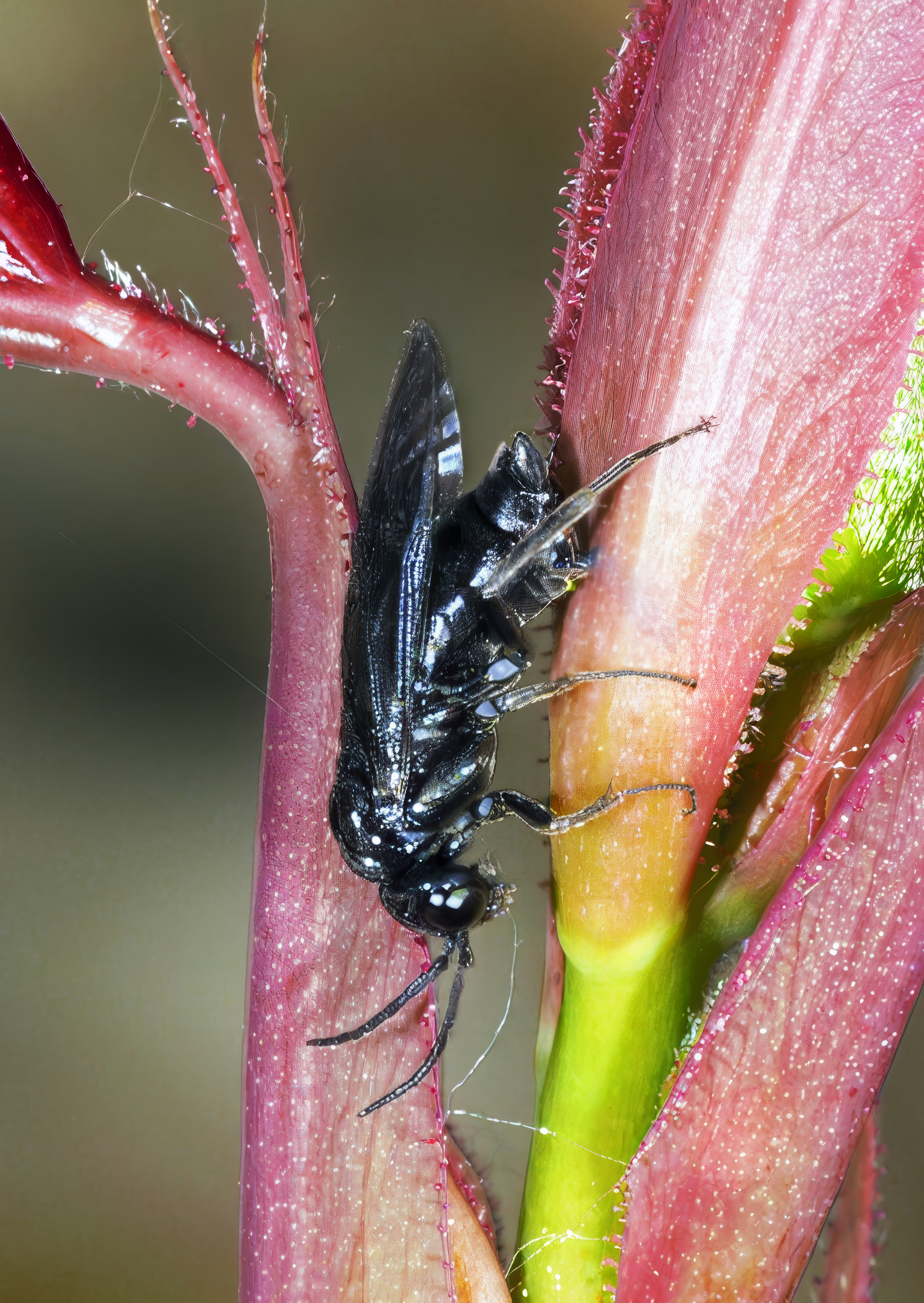
Caliroa cerasi imago

- Caliroa annulipes (Klug, 1814) - Tenthrède limace des feuillus
- Caliroa cerasi (Linnaeus, 1758) - appelée Tenthrède limace (parmi d'autres…)
- Caliroa cinxia (Klug, 1814)
- Caliroa cothurnata (Serville, 1823)
- Caliroa crypta Heidemaa, 1999
- Caliroa tremulae Chevin, 1974
- Caliroa varipes (Klug, 1814)

Ainsi que l'espèce suivante nouvellement créée :
- Caliroa dionae Smith & Moisan-De Serres, 2017[3]